# Museu Oceanográfico do Mónaco
O Museu Oceanográfico do Mónaco, em francês Musée Océanographique de Monaco, é uma instituição fundada em 1910 por Alberto I, Príncipe do Mónaco para albergar as colecções resultantes das suas campanhas oceanográficas e para apoiar a futura investigação dos mares. Localizado num promontório sobranceiro ao mar, o museu abriga espécies de animais marinhos como estrelas-do-mar, cavalos marinhos, tartarugas marinhas, medusas, caranguejos, lagostas, arraias, tubarões, ouriços-do-mar, pepino-do-mar, moréias e chocos.
Jacques Cousteau foi seu diretor por vários anos, a partir de 1957.

## Galeria

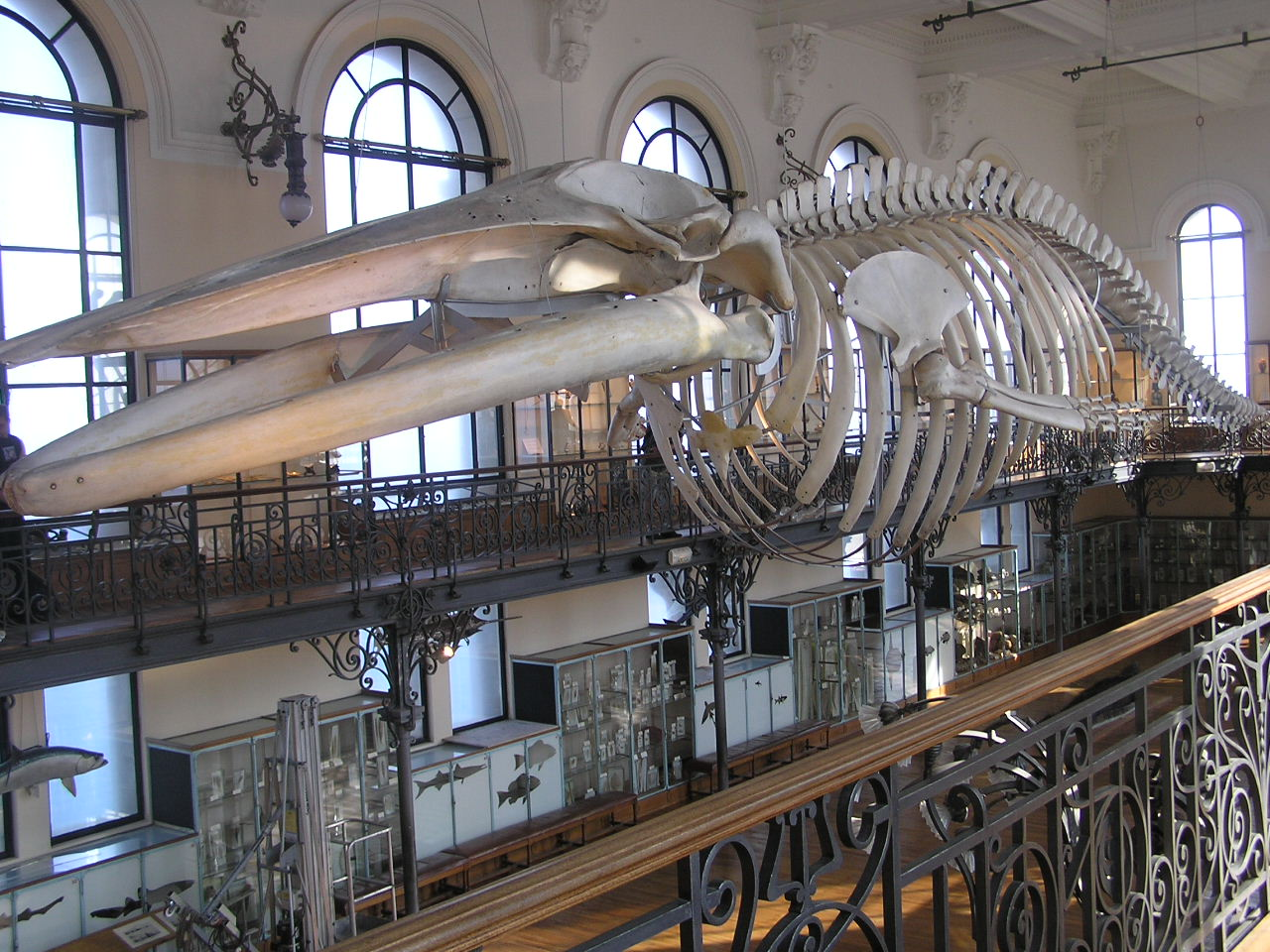
Esqueleto de Baleia
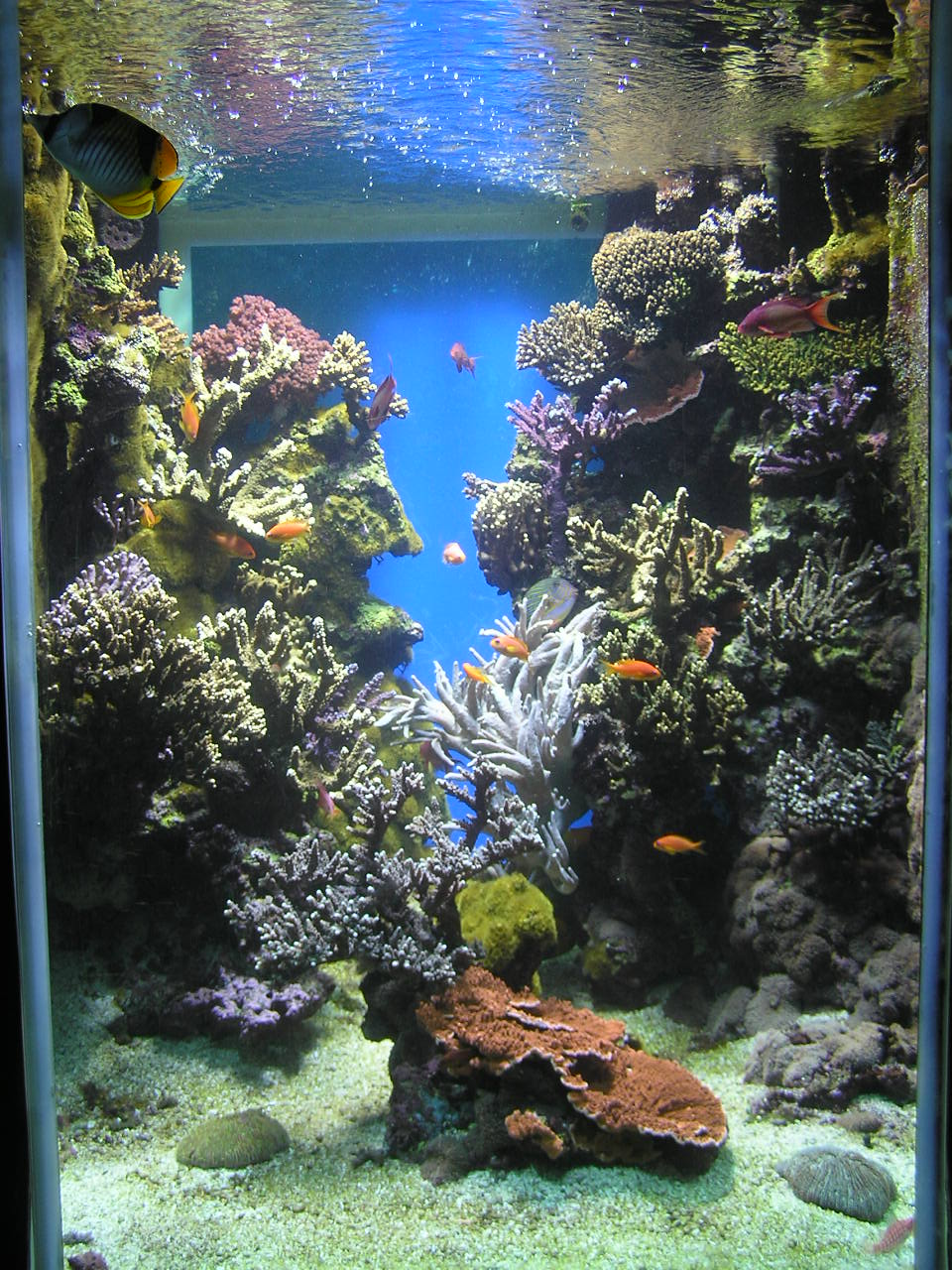
Um aquário
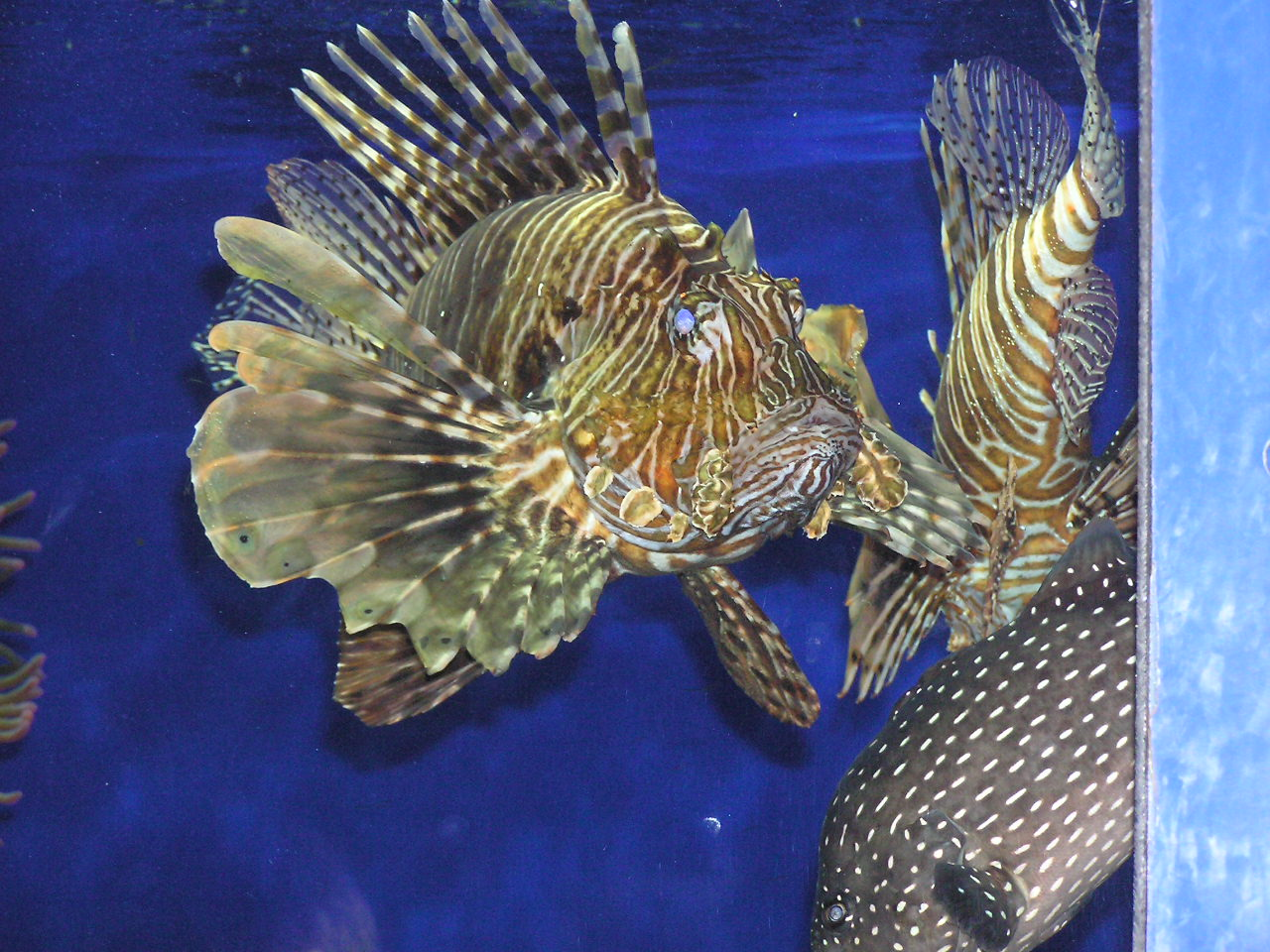
Peixe Leão
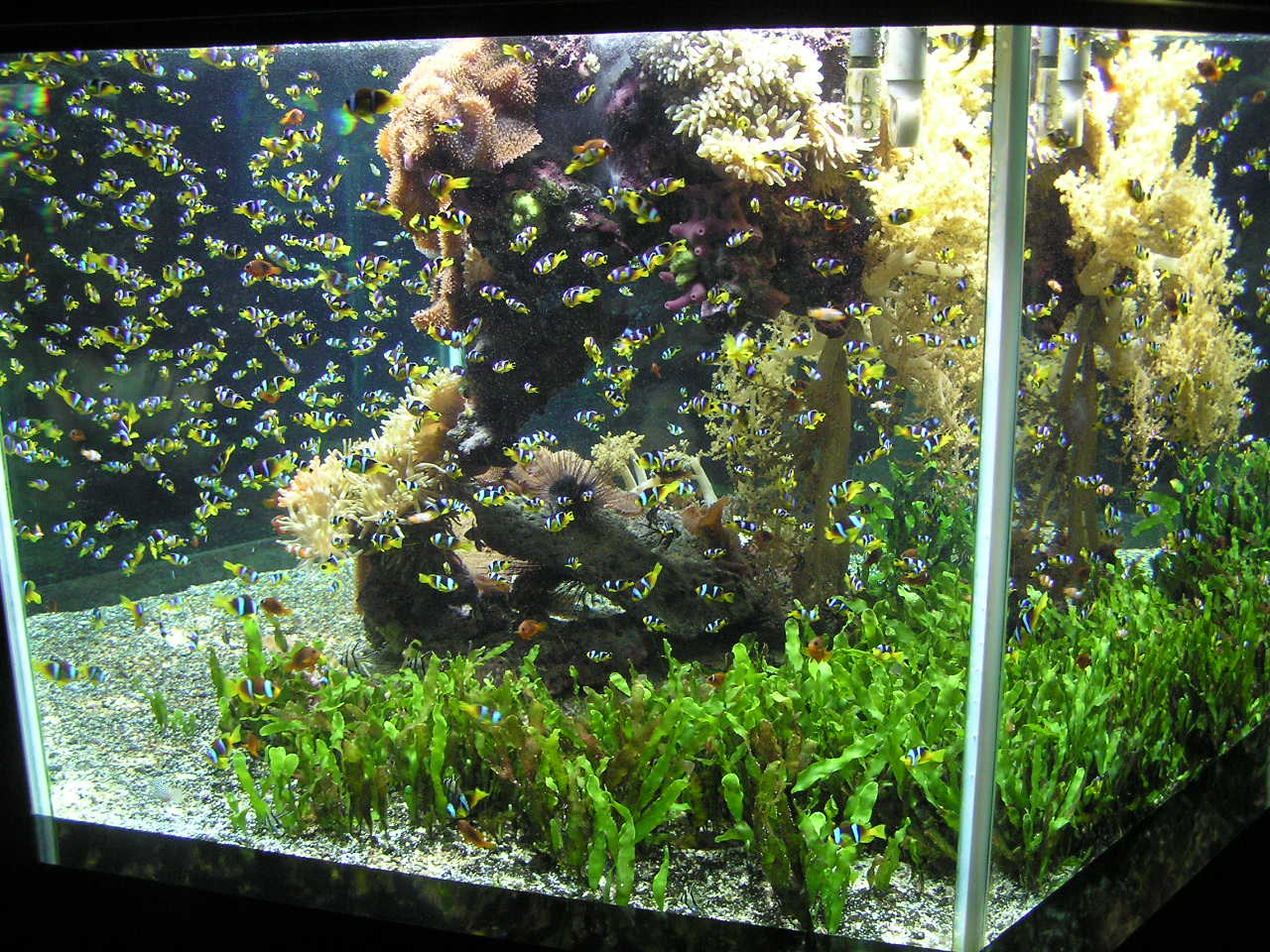
Um cardume de pequenos peixes
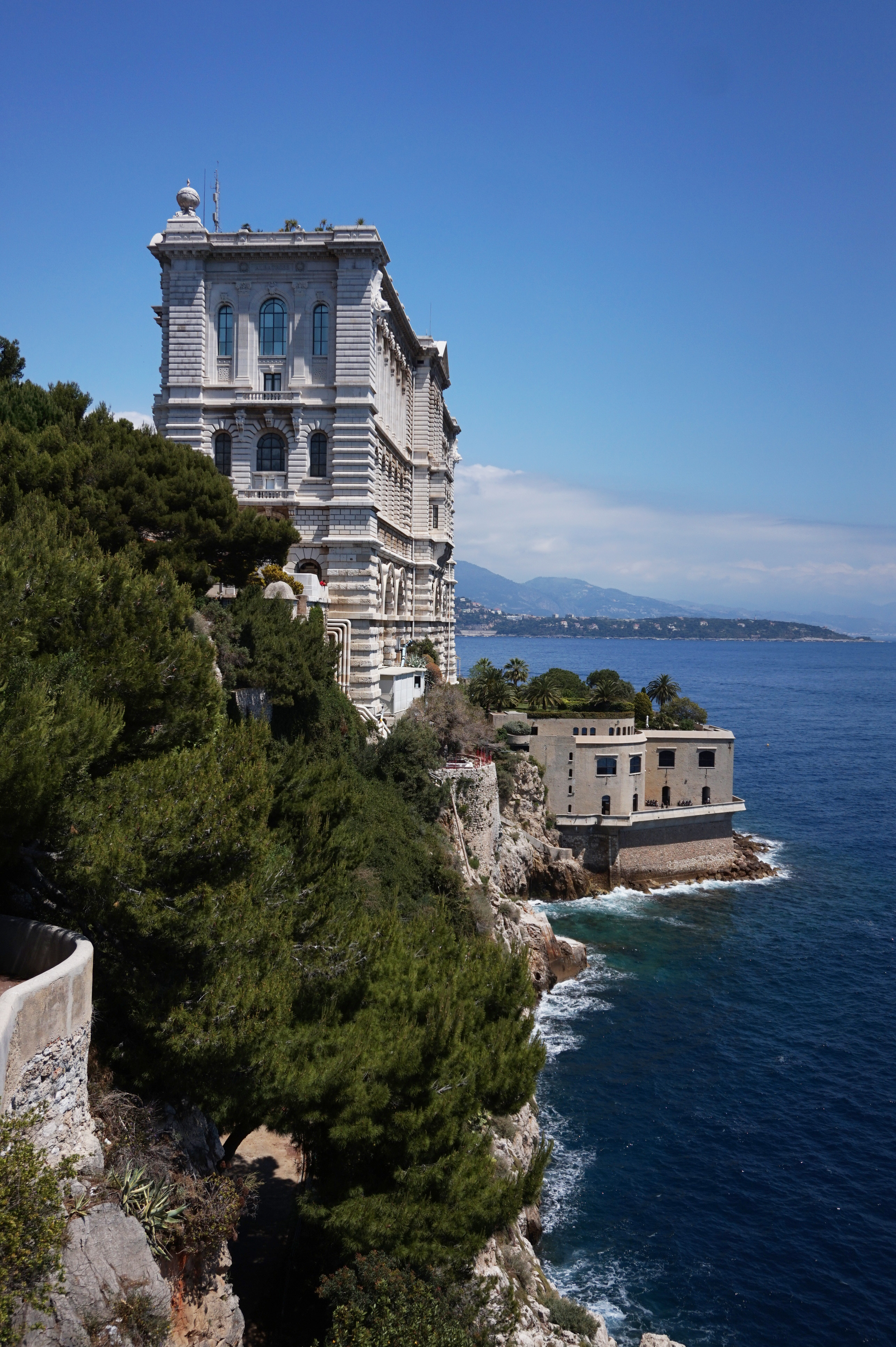
A construção sobre as rochas
- Exposição no Museu Nacional "A baleia nos mares do mundo", com acervo do Museu Oceanográfico de Mônaco (1977)